# Sherman Library and Gardens
De Sherman Library and Gardens is een botanische tuin in Newport Beach, een plaats gelegen in de Amerikaanse staat Californië. De botanische tuin heeft een oppervlakte van 0,9 hectare en is dagelijks geopend tegen betaling. Op belangrijke feestdagen is de tuin gesloten.
De botanische tuin is in 1955 ontstaan toen Arnold D. Haskell eigenaar werd van het onderliggende gebied. Hij vernoemde de tuin naar zijn leraar en weldoener M. H. Sherman. Sherman Library and Gardens bestaat uit verschillende terrassen en kassen, met daaromheen bloemperken en fonteinen. Tevens beschikt de tuin over verschillende woestijnplanten en tropische vegetatie. De tuin beschikt verder over een cactus- en succulenttuin, een rozentuin, een Japanse tuin en een groentetuin.

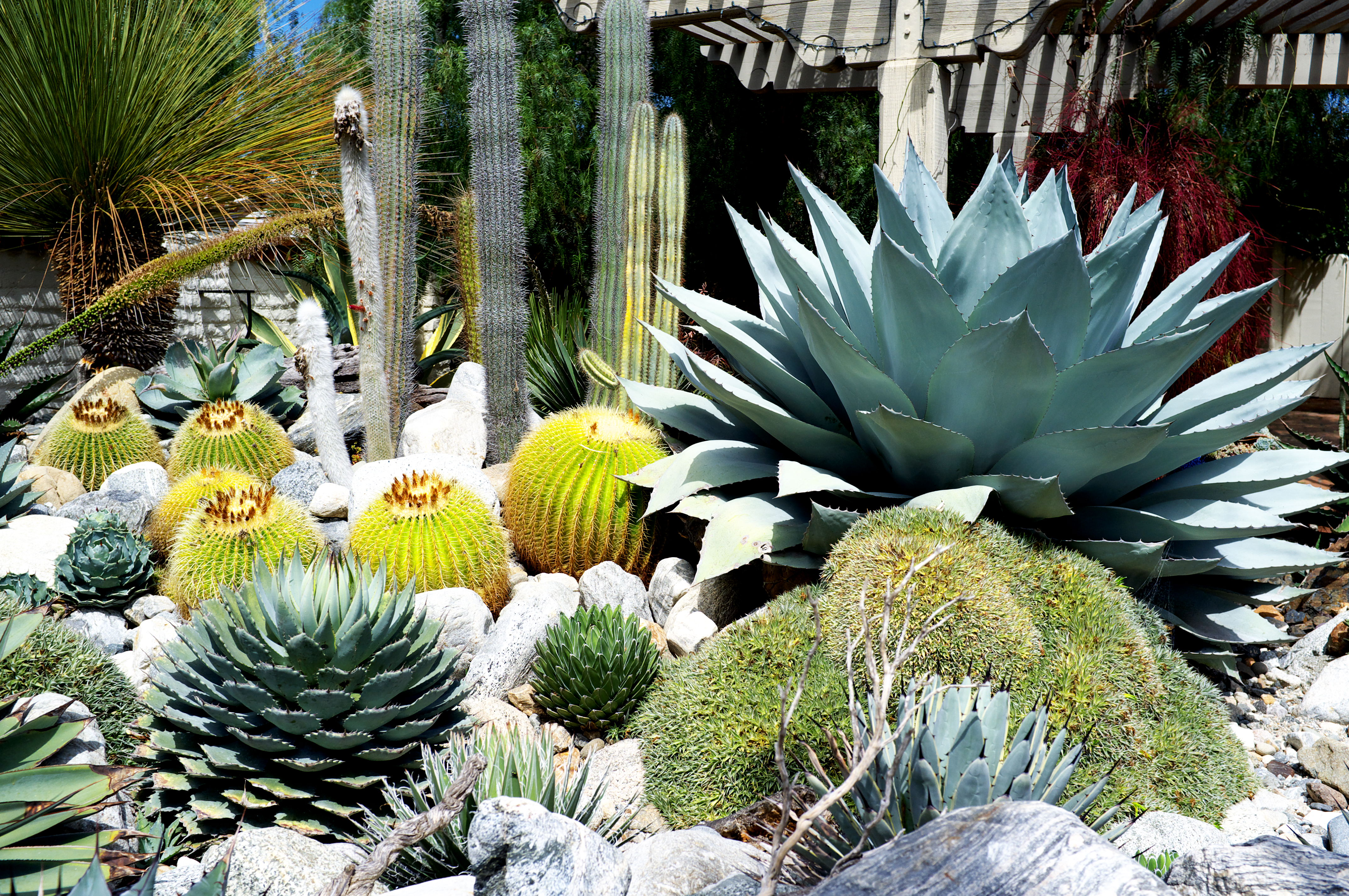
Enkele cactussen en succulenten.